# Tour du Gardour
La tour du Gardour est une tour de métal située dans la forêt de la Coubre et servant d'amer à la navigation.

## Géographie
La tour du Gardour est située sur la commune de La Tremblade (Charente-Maritime), dans la partie occidentale de la presqu'île d'Arvert, à proximité de la pointe Espagnole. Établie sur une haute dune (butte du Gardour), elle culmine à 64 mètres au-dessus du niveau de la mer.

## Histoire
Une légende rapporte qu'un premier poste de garde aurait été construit dans les dunes du pays d'Arvert sur l'ordre d'Aliénor d'Aquitaine, de passage  au Château d'Oléron, afin de surveiller des côtes particulièrement dangereuses et de venir en aide aux naufragés.
Bien plus tard, en 1873, un nouvel édifice est construit sur cette dune. Mesurant seize mètres, il est surmonté en 1889 d'une croix de saint André. Il est dynamité par l'armée allemande à la fin de la Seconde Guerre mondiale car la tour constituait un repère de tir trop visible en cas d'attaque navale.
La tour métallique actuelle sert toujours de repère aux navigateurs. Elle offre une vue panoramique sur la forêt de la Coubre, l'océan Atlantique et les côtes oléronaises toutes proches.

## Galerie

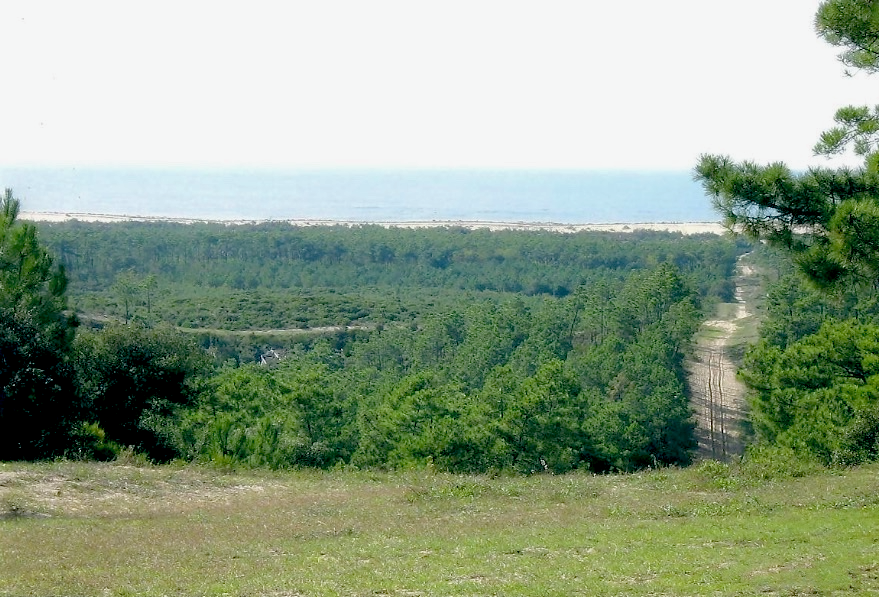
Vue sur la côte depuis la « butte du Gardour ».
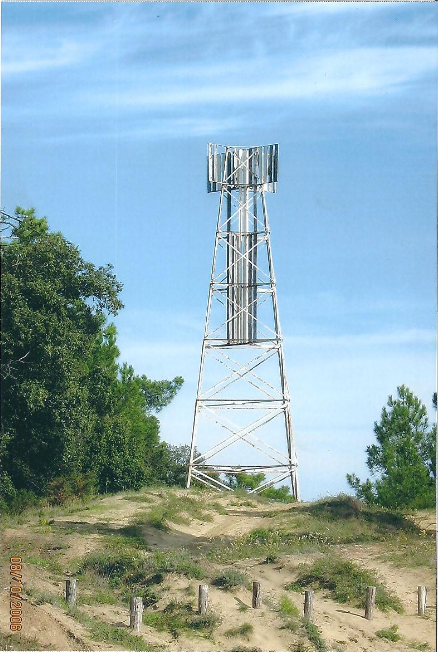
La tour du Gardour.